# Acalypha obtusidens
Acalypha obtusidens é uma espécie de flor do gênero Acalypha, pertencente à família Euphorbiaceae.